# Pohlia laticuspis
Pohlia laticuspis är en bladmossart som beskrevs av Chen Pan-chieh, Redfearn och Benito C. Tan 1995. Pohlia laticuspis ingår i släktet nickmossor, och familjen Bryaceae. Inga underarter finns listade i Catalogue of Life.